# Érard Ier de Chacenay
Érard Ier de Chacenay (né vers 1158, † en 1191 à Saint-Jean-d'Acre) est seigneur de Chacenay en Champagne. Il est le fils de Jacques Ier de Chacenay et d'Agnès de Brienne, fille du comte de Brienne Gautier II et d'Adelaïde de Baudement.

## Biographie
Dès 1176, le Pape Alexandre III appelle à la Croisade afin de protéger la Terre Sainte. Vers 1177 ou 1178, à la suite des exhortations de Henri de Marcy, abbé de Clairvaux, le Comte de Champagne Henri le Libéral décide de se croiser et entraine avec lui plusieurs barons champenois, dont Érard Ier de Chacenay.
Érard achève ses préparatifs en décembre 1179. À cet effet, le 11 décembre 1179, il réunit dans son château l'évèque de Langres Gauthier de Bourgogne (fils du duc de Bourgogne Hugues II et donc oncle de se femme), l'abbé de Mores Hugues, l'abbé de Boulancourt Thierri et plusieurs chevaliers voisins dont Pierre de Fontette, Léger de Baroville, Hugues Moriers, Jean le Fauconnier... afin d'être ses témoins pour confirmer diverses donations.
Les champenois passent par Chatillon-sur-Seine et Dijon puis arrivent dans le midi. Ils rencontrent Guillaume de Tyr à Brindisi et débarquent au port de Saint-Jean-d'Acre. Le roi de Jérusalem Baudouin IV ayant entre-temps signé une trêve avec Saladin, le renfort des croisés champenois s’avéra inutile. Ils en profitent pour visiter les lieux saints tels Jérusalem, Nazareth, Hébron, Sebaste (anciennement Samarie).
Lors de son retour, Henri Ier le Libéral est fait prisonnier par les turcs, et peut être qu'Érard partagea sa captivité. Il est de retour à Chacenay vers 1180 ou 1181.
Érard retournera en Terre Sainte avec la Troisième Croisade. Il arrive probablement au siège de Saint-Jean-d'Acre avec le comte de Champagne Henri II le 27 juillet 1190, mais il y trouve la mort en 1191 après y avoir prouvé sa valeur.

## Mariage et enfants
Vers 1178, il épouse Mathilde de Donzy, fille de Hervé III de Donzy et de sa deuxième épouse Clémence de Bourgogne, fille du duc de Bourgogne Hugues II. Ils eurent trois enfants connus :
- Érard II de Chacenay, qui succède à son père ;
- Jacques, mort après 1224, probablement sans postérité ;
- Clémence, qui fut mariée à Eudes II de Grancey.

## Sources
- Marie Henry d'Arbois de Jubainville, Histoire des Ducs et Comtes de Champagne, 1865.
- Lucien Coutant, Notice historique et généalogique de la terre et baronnie de Chacenay (lire en ligne).
- Charles Lalore, Les sires et les barons de Chacenay (lire en ligne).